# Bernward Vesper
Bernward Vesper (født 1. august 1938 i Frankfurt an der Oder, død 15. maj 1971 i Hamburg) var en tysk forfatter og politisk aktivist.
I 1960'erne dannede han par med RAF-terroristen Gudrun Ensslin, med hvem han fik en søn.
Vesper begik selvmord på en psykiatrisk klinik i Hamburg ved at tage en overdosis sovemedicin.
Bogen Die Reise, der indeholder selvbiografisk materiale, blev udgivet i 1977.